# Miedwie
Miedwie [mědvě] je jezero ležící v západní části Pomořanského pojezeří v Pyřicko-stargardské rovině. Plochou 35 km² je páté největší v Polsku a po jezeru Dąbie druhé největší v Západopomořanském vojvodství. Je 16,2 km dlouhé a maximálně 3,2 km široké. Jezero leží v nadmořské výšce 14 m, jeho hloubka dosahuje 43,8 m, což je největší kryptodeprese v Polsku (30 m).

## Pobřeží
Břehová linie je dlouhá přibližně 39 km, břehy jsou bez lesů, na jižní straně bahnité.

## Vodní režim
Přes Miedwie teče řeka Płonia, vtékají do něj řeky Gowienica a Ostrowica.

## Využití
Na břehu se nacházejí sídla Jęczydół, Morzyczyn, Wierzbno, Wierzchląd, Żelewo.
V okolí vesnice Żelewo se nachází zdroj pitné vody pro obyvatele Štětína.